# Ekaterina Gheladze
Ekaterina Gheladze (în rusă Екатерина Георгиевна Геладзе - Ekaterina Gheorghievna Gheladze, în georgiană ქეთევან გელაძე - Ketevan Gheladze, cunoscută celor apropiați cu numele de „Keke”) (n. 5 februarie 1858, Gambareuli lângă Gori, Imperiul rus - d. 4 iunie 1937, Tiflis, URSS) a fost mama lui Iosif Vissarionovici Stalin.

## Biografie
Ea s-a născut în familia unor iobagi creștini ortodocși din Gori, Georgia, în 1858. Deși tatăl ei, Glakh Gheladze, a murit pe când ea era mică și familia a fost tot timpul săracă, mama a reușit să facă în așa fel încât Keke să învețe carte. 
Pe 17 mai 1872, la doar 16 ani, Keke s-a măritat cu Vissarion Ivanovici Djugașvili.[A] Primii lor doi copii au murit la scurtă vreme după naștere, Mihail în 1876 și Gherghi în anul următor. Cel de-al treilea și ultimul lor copil, Iosif, s-a născut pe 6 decembrie 1878. Alintat „Soso”, Iosif a crescut într-un mediu familial foarte violent. Tatăl lui („Beso”) se îmbăta neîncetat și își bătea deseori nevasta și copilul.[B] Chiar înainte ca Iosif să împlinească 10 ani, Beso și-a părăsit familia, (unele surse afirmă că ar fi fost alungat de acasă de nevastă). Pentru a-și crește copilul, Keke a început să slujească în casele diferiților oameni cu stare ca menajeră, cusătoare sau spălătoreasă. 
Keke a lucrat deseori în casa unui comerciant evreu bogat din Gori, David Pismamedov, unde, uneori, își lua și fiul să o ajute. Iosif părea un copil muncitor, câștigând simpatia stăpânilor casei, David Pismamedov încurajându-l pe tânărul Stalin să învețe carte, dându-i cărți de citit și bani. 
Marea dorința a mamei lui Iosif era aceea de a-și vedea fiul preot. Ea a reușit cumva să strângă suficienți de mulți bani ca să-l dea la școală, poate și cu ajutorul lui Pismamedov. În 1888 și-a înscris fiul la Școala bisericii din Gori, pentru ca mai apoi, după ce rezultatele la învățătura i-au permis acestuia să obțină o bursă, l-a înscris pe Iosif la Seminarul Teologic din Tiflis, pe când acesta împlinise vârsta de 16 ani. 
După ce Stalin a reușit să ocupe funcții importante în regimul comunist, și-a instalat mama într-un palat din Caucaz, fosta reședință a viceregelui țarist. Se povestește ca Keke a ocupat aici numai o cameră modestă. De aici a scris deseori scrisori fiului său și soției acestuia (în limba georgiană, deoarece nu a învățat niciodată limba rusă). Deși corespondență Keke-Stalin a fost neîntreruptă, se pare că dictatorul sovietic nu și-a vizitat mama până în 1935, pe când aceasta era grav bolnavă. N. Kipșidze, unul dintre doctorii care au îngrijit-o pe Keke, își amintește că Stalin și-a întrebat mama: „De ce m-ai bătut așa de tare?” „De asta ai ajuns așa de bine.”, i s-a răspuns. În replică, Keke și-a întrebat fiul: „Iosif, ce ești tu de fapt acum?” „Îl mai ții minte pe țar? Ei bine, eu sunt asemeni țarului.”, a răspuns Stalin. „Mai bine te făceai preot” și-a exprimat mama lui regretul. 
A murit în ziua de 13 mai a anului 1937.